# Pianificazione del personale
Nell'ambito delle risorse umane, la pianificazione del personale è il processo che si occupa di rendere coerente la consistenza e la qualità delle risorse umane con la missione aziendale. Va svolto in funzione degli obiettivi e delle direttive di politica aziendale, nel più ampio contesto della pianificazione aziendale.
La pianificazione del personale abbraccia  i seguenti argomenti:
- il dimensionamento degli organici, cioè le teste. Tiene conto dei previsti esodi, trasferimenti, riorganizzazioni e definisce conseguentemente le necessarie assunzioni o altre azioni. L'eventuale fabbisogno di personale risultante, corredato dalla specificazione della tipologia e della qualità delle risorse da reclutare, costituisce il principale input del processo di selezione del personale. Poiché l'iter di ricerca e selezione del personale può risultare lungo, la pianificazione del personale deve abbracciare un periodo congruentemente ampio;
- il costo. Tiene conto della composizione del costo del lavoro e delle sue previste variazioni, applicandolo alla previsione degli organici di cui sopra. La dimensione del costo previsto va a confluire nelle elaborazioni del controllo di gestione. È da ricordare che in numerose tipologie di aziende il costo del personale è una componente significativa dei costi totali, alla quale va quindi riservata la dovuta attenzione;
- le ore disponibili. Tiene conto del calendario lavorativo e delle variabili connesse (ferie, permessi, assenteismo, straordinario,  tipi di orario), applicandole alla previsione degli organici di cui sopra.  È il dato da confrontare con il carico di lavoro previsto dai piani produttivi, per verificare la compatibilità delle necessità con la potenzialità.

Come tutti i processi di pianificazione e budgeting, anche la definizione del piano del personale è un processo iterativo, che si definisce tramite confronti ed affinamenti successivi.